# Хотел Делиград (Београд)
Хотел Делиград налазио се у згради у Карађорђевој број 9 (раније број 13). О овом хотелу се 1860. пише да „стоји до Сава-капије, према турској стражари”. Зграда испод Калемегдана, у којој се хотел налазио, саграђена је у XIX веку и у њој је Муле Амет Абдиагић 1852. отворио кафану, коју је 1860. закупио Коста Златковић. Касније је овај објекат адаптиран у хотел, да би 1884. почео да прима госте.

## Историјат
Хотел Делиград је био један од мањих хотела крај Саве. Данас би га пре назвали мотелом или преноћиштем, али је тада када је радио, ипак био хотел. Међутим већ у XX веку престаје да се води као такав.
О овом хотелу, његовој репутацији и дешавањима везаним за хотел, писао је Бранислав Нушић: „Милојевића кафана, одмах испод ‘Чокота’, се звала најпре ‘Делиград’ доцније ‘Подриље’, а затим ‘Милоја кафана’.” Даље се наводи да је кафана најживахнија била у доба када је њом газдовао чувени кафеџија Михаило Николић-Кића, а који је држао и ‘Албанез’, а затим ‘Славију’. Та кафана је била на гласу као најзгодније место за састанке љубавних парова. А Нушић још пише и да су „Београђани ради таквих састанака најрадије прелазили у Земун, али када би ‘испустили’ лађу, да не би губили време, свратили би код ‘Подриња’ и узимали собу на дан, а не би се ни пун сат бавили у њој.” Ово је у почетку било спорадично и случајно, али када је почело да се понавља, те постало редовна ствар, и гостионица је стекла такав реноме.
У јуну 1929. године у хотелу Подриње свирала је ужива македонска севдалинка.
1922. као власник се водио Димитрије Милојевић, а закупац је био Михаило Николић. Овај мотел водили су касније, 1937. године, Стеван Парић и Спасоје Змајковић, тада се хотел звао Посавина.

## Занимљивости
У огласу од 04.08.1890. године (предат 02. августа) у Малим новинама гостионицу Делиград, прве класе на Сави више ћумрука, Милан Јанковић Македонац оглашава под закуп и издавање одмах или од идућег Митровдана. Даље у огласу пише да гостионица има 14 соба за преноћиште путника, са 35 намештених кревета, кафану и трпезарију са кујном, један подрум, три собе за млађе, једну шупу за дрва и једну за прање веша, једну магазу и пространу калдрмисану авлију са бунаром.